# Wartburg-Radio 96,5
Das Wartburg-Radio ist ein Bürgerradio für Eisenach und die Wartburgregion. Das Wartburg-Radio ging am 8. September 2001 auf Sendung und ist der jüngste Offene Kanal in Thüringen. Er wird getragen vom Verein „Offener Hörfunkkanal Eisenach e.V.“, der von der Thüringer Landesmedienanstalt (TLM) unterstützt wird.

## Programm
Im Wartburg-Radio gestalten Menschen ehrenamtlich und eigenverantwortlich Radiosendungen, entsprechend vielfältig ist das Programm. Musiksendungen jeden Genres, Hörspiele, Jugend- und Kindersendungen, Magazine mit lokalen und regionalen Themen sowie Konzertmitschnitte und Livesendungen von Veranstaltungen aus der Region bilden das Programm des Senders. Die GEMA-Gebühren übernimmt der Sender. Die Musikauswahl ist dabei freigestellt. Das tägliche Programm gibt es auf der Webseite des Senders.

## Frequenzen
- terrestrisch: 96,5 MHz
- Kabelnetz Eisenach: 99,25 MHz Kabel EA (PrimaCom), 94,15 MHz Kabel EA (Kabel Deutschland)
- Kabelfrequenz Ruhla: 96,5 MHz

Neben der Verbreitung über UKW wird das Programm als Livestream über das Internet angeboten.